# طريقة سيلفا

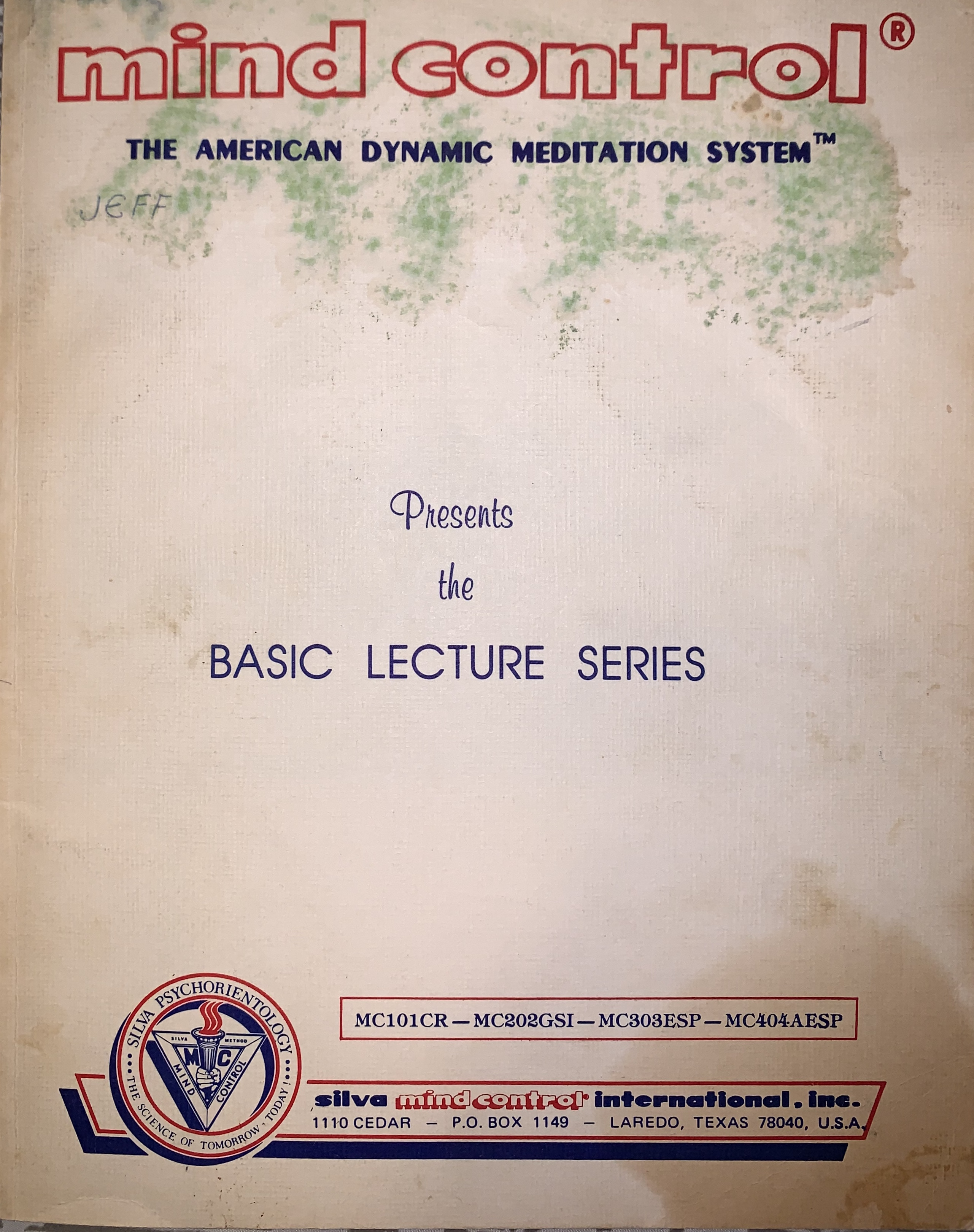

طريقة سيلفا هي طريقة لمساعدة الذات والتأمل تم تطويرها بواسطة جوزيه سيلفا. تدعي أنها تزيد من قدرات الفرد من خلال الاسترخاء، وتطوير وظائف الدماغ العليا، والقدرات النفسية مثل الإستبصار.

## التاريخ
كان جوزيه سيلفا مصلحًا كهربائيًا طور اهتمامًا كبيرًا بالدين وعلم النفس وعلم التخاطر. وقضى الكثير من الوقت في تعلم التنويم المغناطيسي، في محاولة لزيادة معدل ذكاء أطفاله. بعد تجربة وإقناع استبصار ابنته المفاجئ، قرر سيلفا معرفة المزيد عن تطوير القدرات النفسية.
في عام 1944، بدأ سيلفا بتطوير طريقته، المعروفة سابقًا باسم طريقة تحكم سيلفا (Silva Mind Control)، باستخدامها على أفراد أسرته وأصدقائه، قبل إطلاقه تجاريًا في الستينيات.
أجرى سيلفا بحثًا عن الدماغ، استنادًا إلى نظرية روجر سبري (نظرية انقسام الدماغ)، لتحسين منهجه. ومع ذلك، أثبتت الدراسات الحديثة أن معظم معتقدات سيلفا حول الدماغ غير صحيحة.

## التقنية
تهدف هذه التقنية إلى الوصول إلى حالة الأداء العقلي والمحافظة عليها، وتسمى حالة ألفا، حيث يتراوح تردد الموجات الدماغية من سبعة إلى أربعة عشر هرتز. [3]: p19-20 أحلام اليقظة والانتقال إلى النوم هما حالة ألفا.:p19-20 .:p19-20
ادعى سيلفا أنه قد طور برنامجًا درب فيه الأفراد على الدخول في حالات معينة من الدماغ معززة للوعي والإدراك. كما ادعى أنه طور العديد من العمليات العقلية المنهجية لاستخدامها فيه بينما في هذه الدول يسمح للشخص بالتخطيط الذهني بهدف محدد. وفقًا لسيلفا، بمجرد أن يتم عرض العقل، يمكن للشخص رؤية كائنات أو مواقع بعيدة والتواصل مع معلومات استخبارية عالية للحصول على إرشادات. ثم يُقال إن المعلومات التي يتلقاها العقل المتوقع تُعتبر بمثابة أفكار وصور ومشاعر ورائحة وتذوق وصوت من قبل العقل. يمكن الحصول على المعلومات التي تم الحصول عليها بهذه الطريقة لحل المشكلات.

## الإستقبال
كتب جيمس راندي أن طريقة سيلفا «تدعي تطوير الذاكرة المحسنة، والقدرة على التعلم، والقوى الخارقة مثل التخاطر. ويتألف جزء كبير من الدورة من» زيارة «أشخاص غائبين يتخيلهم الطلاب وإجراء تشخيصات عليهم. لا يوجد اختبارات لفحص صلاحية هذه الطريقة لذلك تم إجراء هذه الممارسة؛ يتم تثبيط مثل هذه الاختبارات من قبل معلمي النظام».

## وصلات خارجية
- Silva Ultramind official website
- The Silva Method official website